# Rote Borstenhirse
Die Rote Borstenhirse (Setaria pumila (Poir.) Schult.), auch Fuchsrote Borstenhirse oder Fuchshirse genannt, ist eine Pflanzenart aus der Gattung der Borstenhirsen (Setaria) innerhalb der Familie der Süßgräser (Poaceae).

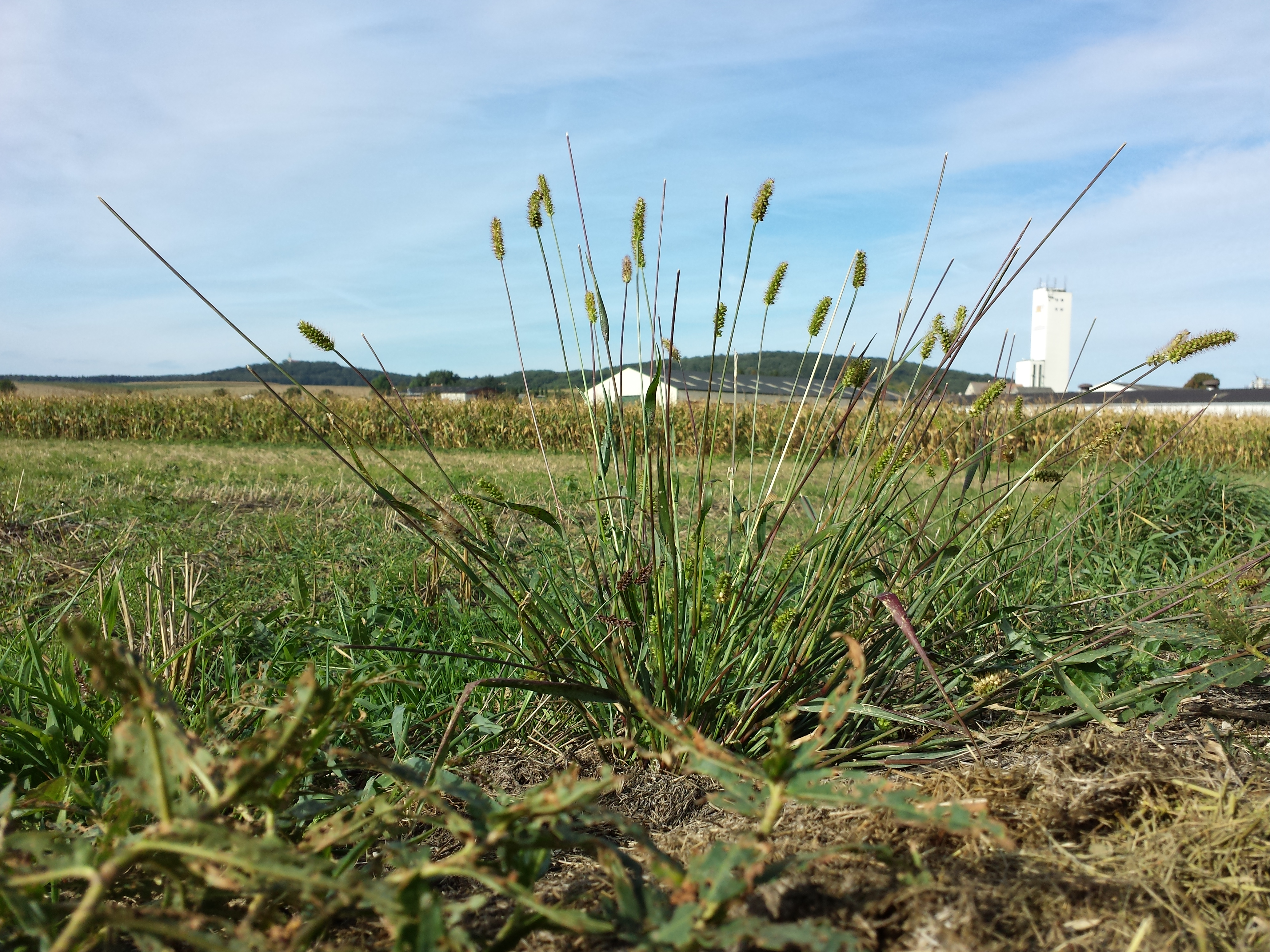
Habitus

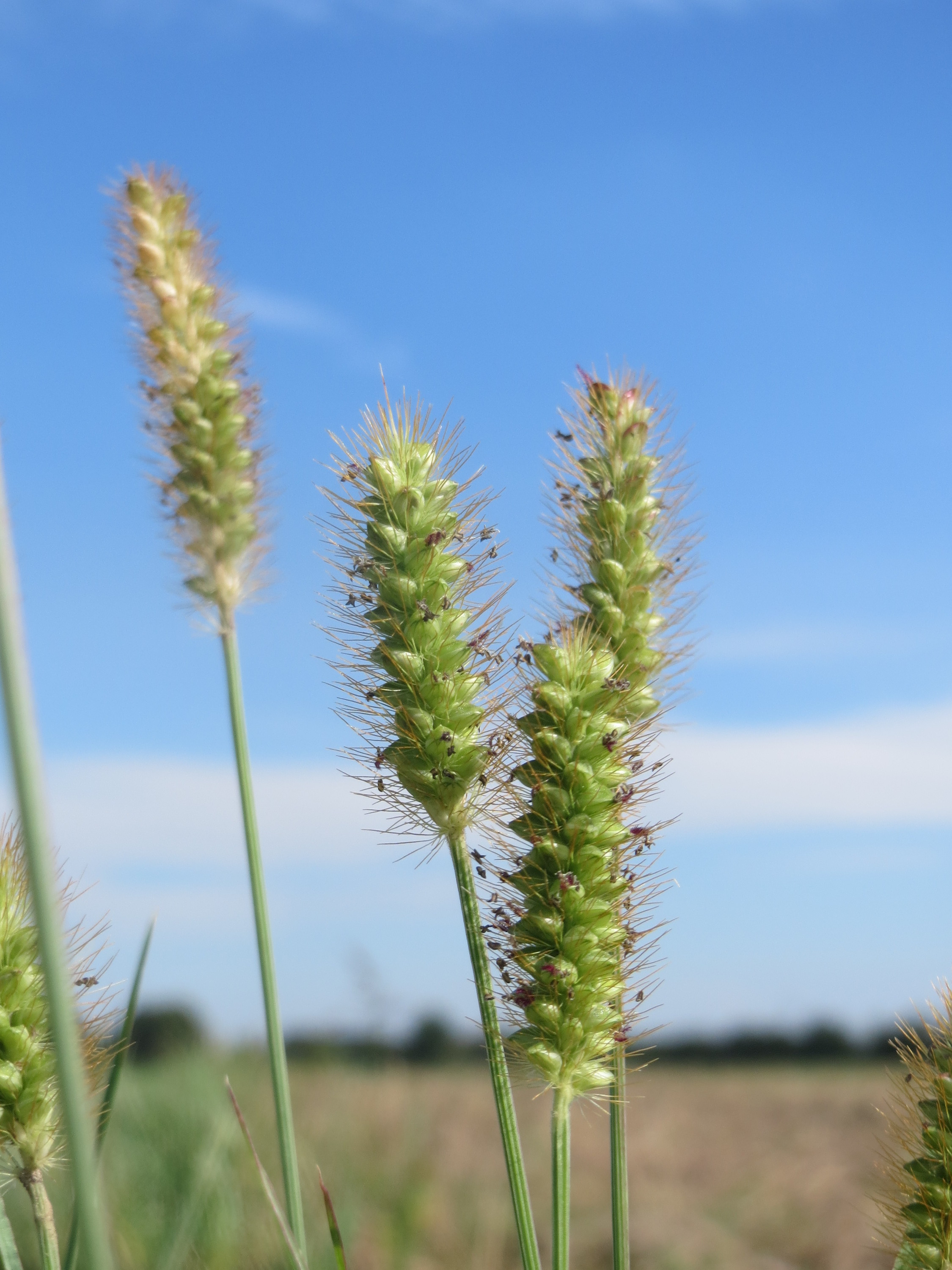
Ausschnitt eines frisch aufgeblühten Blütenstandes

## Beschreibung

### Vegetative Merkmale
Die Rote Borstenhirse ist eine einjährige krautige Pflanze und erreicht Wuchshöhen von 10 bis 130 Zentimetern. Ihre aufrechten oder gekniet-aufsteigenden Halme wachsen in Büscheln.
Die wechselständig am Halm angeordneten Laubblätter sind in Blattscheide und -spreite gegliedert. Die Blattscheide ist stark zusammengedrückt und kahl. Das Blatthäutchen (Ligula) ist ein Wimpernkranz aus 0,5 bis 1 Millimeter langen Trichomen. Die flache Blattspreite ist 10 bis 30 Zentimeter lang sowie 4 bis 10 Millimeter breit, auf der Oberseite rau und auf der Unterseite glatt.

### Generative Merkmale
Die Blütezeit reicht von Juli bis September. Der walzenförmige, aufrechte, dichte rispige Blütenstand ist 2 bis 15 Zentimeter lang und (ohne die Borsten gemessen) 6 bis 8 Millimeter breit; sie ist durch die gelben bis fuchsroten Borsten sehr auffällig. Die Seitenäste tragen ein oder zwei Ährchen und dazu vier bis zwölf Borsten, die 3 bis 8 Millimeter lang sind. Die Stachelhaare der Borsten sind nach vorne gerichtet. Das Ährchen ist breit elliptisch mit einer Länge von 2,8 bis 3,1 Millimetern. Die untere Hüllspelze ist dreinervig, die obere Hüllspelze ist zugespitzt und fünfnervig; sie ist halb bis zwei Drittel so lang wie das Ährchen; die Deckspelze der oberen, zwittrigen Blüte und die Hüllspelze sind stark querrunzelig. Die Staubbeutel sind 1 bis 1,5 Millimeter lang.
Die Chromosomenzahl beträgt 2n = 36 oder 72.

## Vorkommen
Das Haupt-Verbreitungsgebiet der Roten Borstenhirse reicht von Süd- und Mitteleuropa bis Nordafrika, Sibirien und Ostasien und umfasst insgesamt die Alte Welt. Sie kommt in vielen Gebieten der Welt als Neophyt vor.
Die Rote Borstenhirse wächst auf mäßig trockenen, nährstoffreichen, milden bis neutralen, meist wenig humosen, lockeren Sand-, Lehm- oder Lössböden. Sie gedeiht in Hackfruchtäckern und Weinbergen. Sie steigt im Kanton Wallis bei Vercorin bis in Höhenlagen von 1400 Meter auf.
Im Himalaja erreicht sie sogar 2000 Meter. Sie ist ein Indikator für wärmere Klimalagen. Sie wächst in Mitteleuropa in Pflanzengesellschaften der Klasse Polygono-Chenopodietea.
Die ökologischen Zeigerwerte nach Landolt et al. 2010 sind in der Schweiz: Feuchtezahl F = 2 (mäßig trocken), Lichtzahl L = 4 (hell), Reaktionszahl R = 3 (schwach sauer bis neutral), Temperaturzahl T = 4 (kollin), Nährstoffzahl N = 4 (nährstoffreich), Kontinentalitätszahl K = 4 (subkontinental).

## Ökologie
Die Rote Borstenhirse wurzelt bis 35 Zentimeter tief.

## Taxonomie
Die Erstbeschreibung erfolgte 1816 unter dem Namen (Basionym) Panicum pumilum durch Jean Louis Marie Poiret in Jean-Baptiste de Lamarcks Encyclopédie Méthodique: Botanique ... Supplément 4,  Seite 273. Die Neukombination zu Setaria pumila (Poir.) Schult. wurde 1817 durch Joseph August Schultes in Systema vegetabilium: secundum classes, ordines, genera, species. Cum characteribus differentiis et synonymis. Editio nova, speciebus inde ab editione XV, ed. 15, Band 2, S. 891 veröffentlicht. Synonyme für Setaria pumila (Poir.) Schult. sind: Setaria helvola (L. f.) Roem. & Schult., Panicum helvolum L. f., Panicum pumilum Poir., Setaria humifusa (Dumort.) Dumort., Panicum holcoides J.Jacq., Setaria glauca auct. non (L.) Beauv.

## Bilder

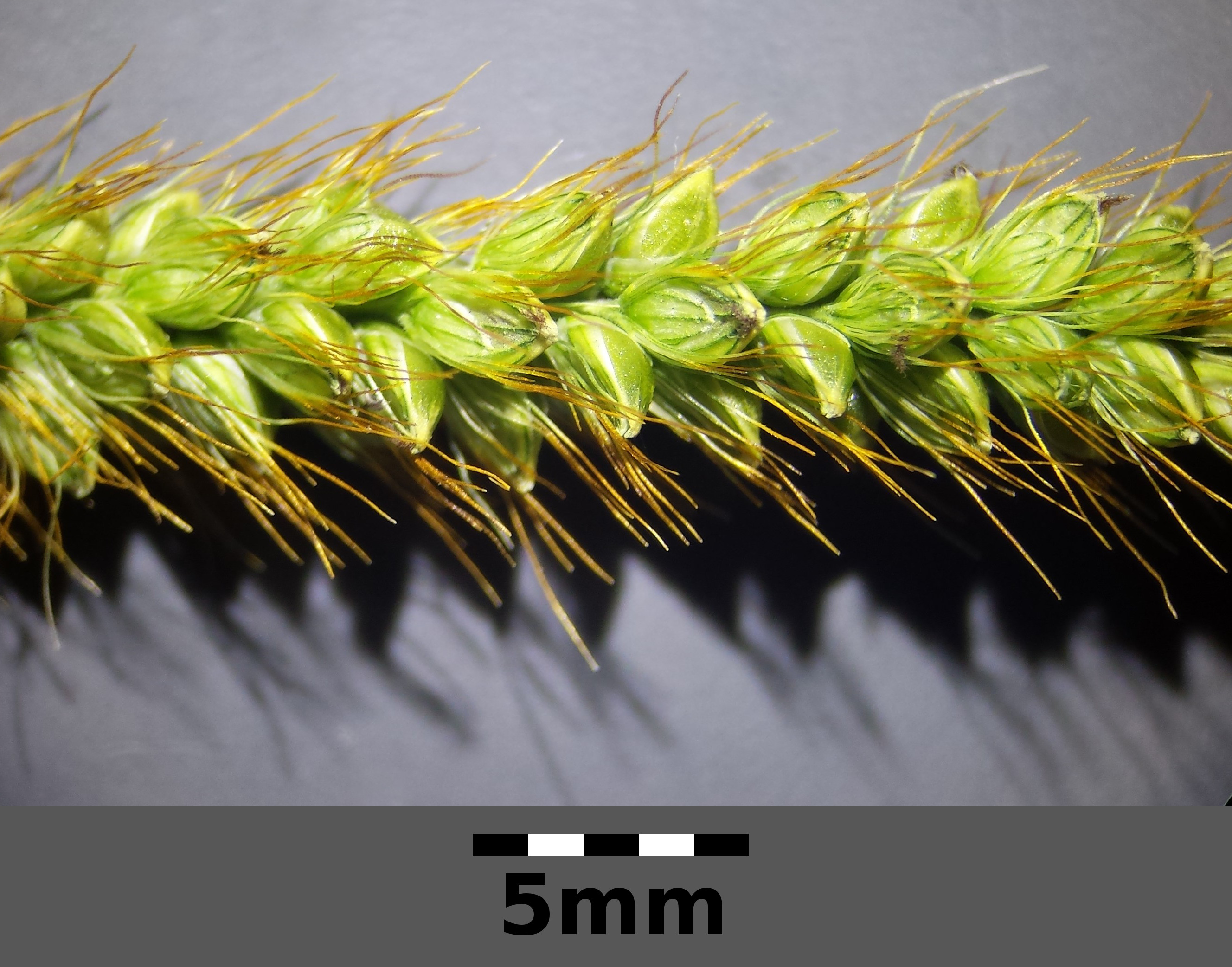
Blütenstand mit Ährchen: die Borstenhaare weisen später eine fuchsrote Farbe auf.
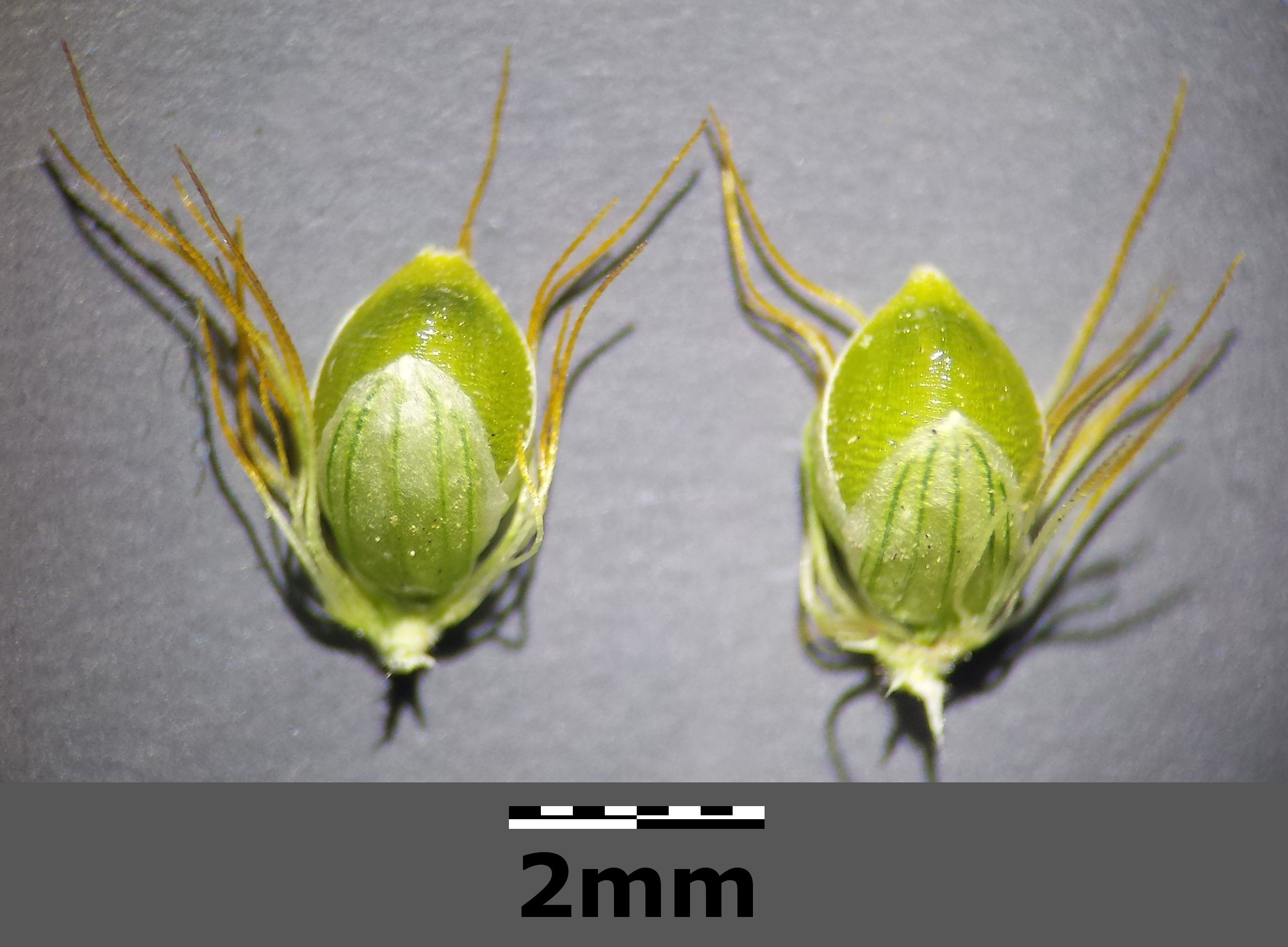
Die Ährchen sitzen einzeln auf der Blütenstandsachse. Unterhalb eines jeden Ährchens befinden sich vier bis zwölf Borsten.
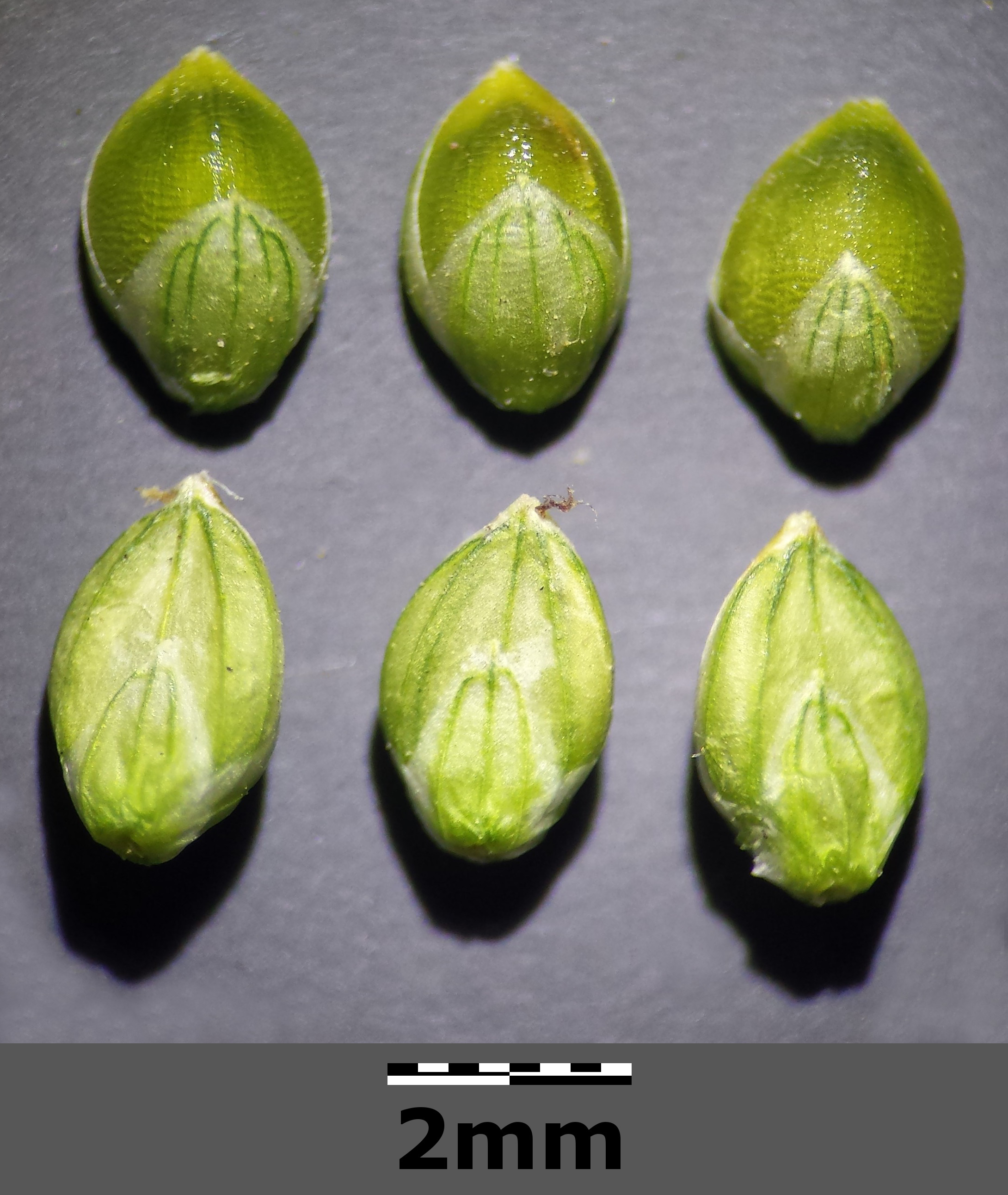
Vorder- und Rückansicht der Ährchen. Obere Reihe: die fünfnervige obere Hüllspelze verdeckt die obere Deckspelze nur teilweise.
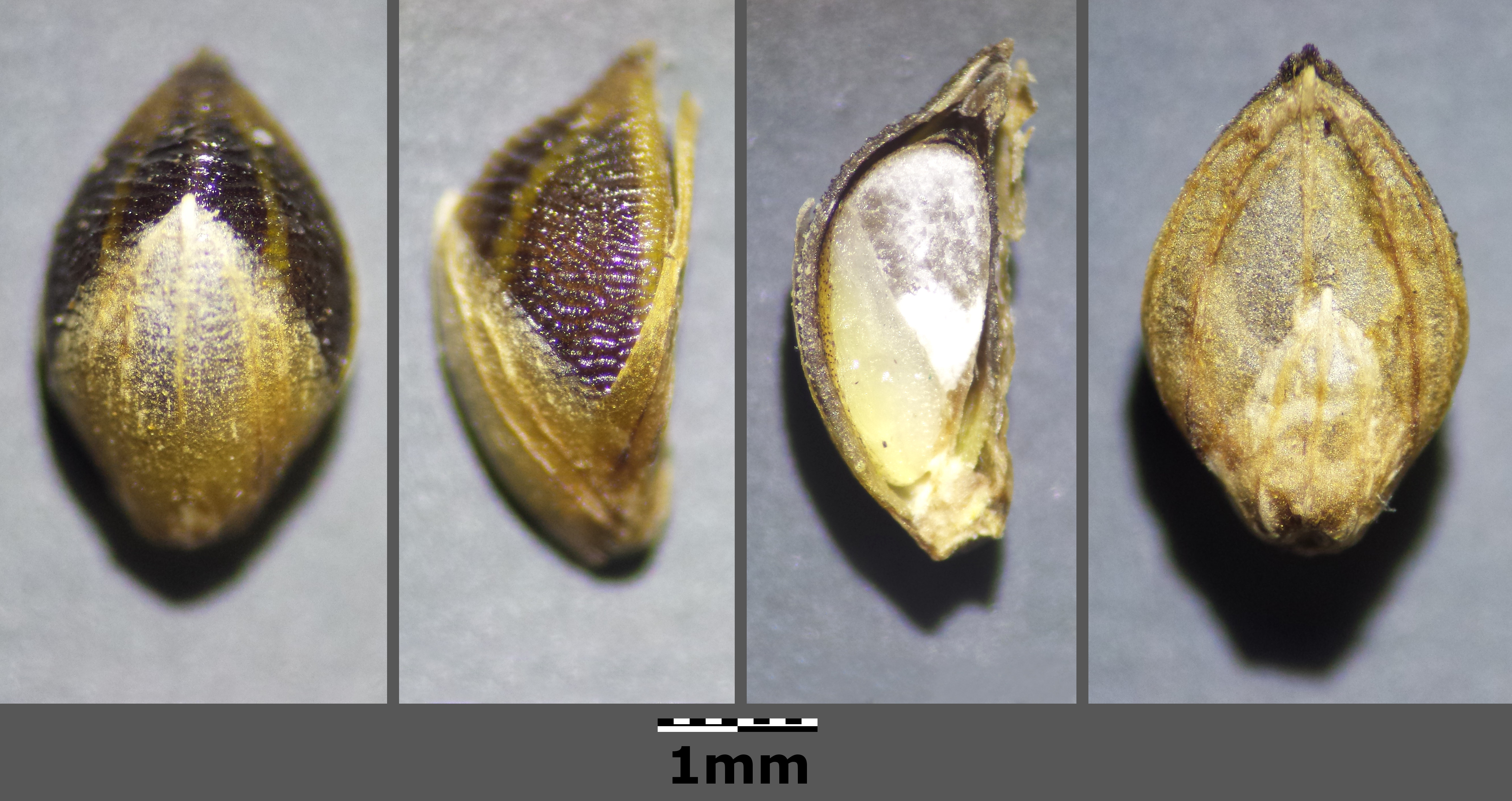
Ansicht eines Ährchens von oben, der Seite (geschlossen und aufgeschnitten) und unten. Die obere Deckspelze ist verhärtet und querrunzelig.
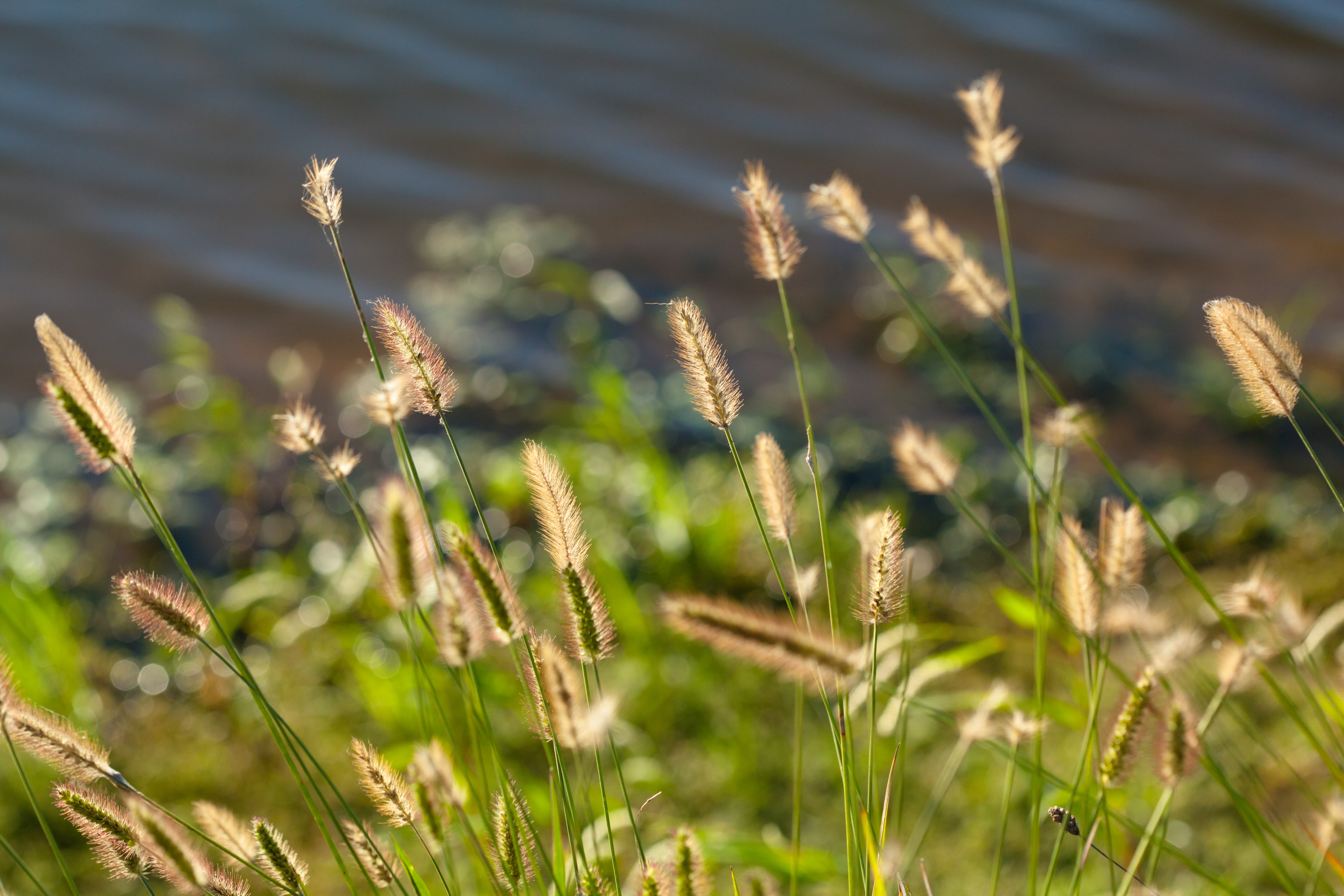
Ansicht nach der Fruchtreife